# هاروتیون آلپیار
هاروتیون آلپیار (ارمنی: Հարություն Ալփիար؛ زادهٔ ۱۲ ژوئیه ۱۸۶۴ – درگذشته ۵ آوریل ۱۹۱۹)، روزنامه‌نگار و طنزپرداز اهل ارمنستان بود.

## زندگی‌نامه
در اسمیرنا به دنیا آمد و در کنستانتینوپل تحصیل نمود. در اروپا و مصر زندگی نمود جایی که گاهنامه‌ای تحت عنوان را Paros منتشر نمود. وی با استفاده از اسامی مستعار Chrysanthemum و Radames آثارش را خلق می‌نمود. بخش قابل توجهی از نوشته‌های او هنوز تنها در مجله‌های ادبی چاپ شده است.